# Икономика на Австрия
Икономиката на Австрия е пазарна и добре развита, движена от високобразована работна сила и тясно обвързана с останалите европейски икономики, най-вече с германската. Включва широк сектор на услугите, добре развита индустрия и малко, но високо развито селско стопанство. По-голямата част от индустриалните и търговските предприятия са малки, като същевременно съществуват и големи индустриални предприятия в стоманодобивната, железодобивната и химическата промишленост с многохиляден персонал.
БВП на Австрия съставлява 0,70% от световната икономика. Средната му стойност в периода между 1960 и 2014 г. възлиза на 155.96 млрд. долара достигайки до максумума си от 436.34 млрд. долара през 2014 г. и рекордно ниското отчетено равнище от 6.59 млрд. долара през 1960 г.
До края на Първата световна война, страната е била център на голяма империя, контролираща по-голямата част от Централна Европа в продължение на векове. Дълги години след Втората световна война много от секторите на икономиката са били в ръцете на правителството, с цел да се избегне тяхното разграбване във вид на следвоенни репарации, в това число производството на нефт и нефтени продукти, банковата система, транспортните компании и железопътната инфраструктура и др. През 80-те и 90-те годни на XX век голяма част от тях е приватизирана.
По индекс на икономическа свобода се нарежда на 30-о място за 2015 г., с резултат от 71,2 точки.